# Wereldkampioenschap voetbal 1990 (kwalificatie CONMEBOL)
Tussen 30 juli 1989 en 30 oktober 1989 werd in Zuid-Amerika de kwalificatie voor het Wereldkampioenschap voetbal 1990 gespeeld. Als titelverdediger was Argentinië automatisch geplaatst voor het wereldkampioenschap voetbal 1990, de overige 9 teams werden in 3 groepen van 3 verdeeld. De 2 groepswinnaars met de hoogste score kregen een WK-ticket, de andere groepswinnaar moest eerst nog een play-off spelen tegen de winnaar van de OFC-kwalificatie.
Vier landenteams deden mee aan het dit WK, evenveel als het vorige WK. Argentinië, Brazilië en Uruguay plaatsten zich opnieuw, Paraguay werd uitgeschakeld door Colombia.

## Gekwalificeerde landen
| FIFA-lid   | Confederatie | Kwalificatie                              | Aantal dln. (inclusief 1990) | Dln. op rij | Eerste dln. | Laatste dln. | Titels (exclusief 1990) | Beste prestatie |
| ---------- | ------------ | ----------------------------------------- | ---------------------------- | ----------- | ----------- | ------------ | ----------------------- | --------------- |
| Argentinië | CONMEBOL     | Titelverdediger                           | 10                           | 5           | 1930        | 1986         | 2                       | Wereldkampioen  |
| Uruguay    | CONMEBOL     | Winnaar groep 1                           | 9                            | 2           | 1930        | 1986         | 2                       | Wereldkampioen  |
| Brazilië   | CONMEBOL     | Winnaar groep 3                           | 14                           | 14          | 1930        | 1986         | 3                       | Wereldkampioen  |
| Colombia   | CONMEBOL     | Intercontinentale play-off (CONMEBOL–OFC) | 2                            | 1           | 1962        | 1962         | 0                       | Groepsfase      |

## Groepen en wedstrijden
Legenda

### Groep 1
Peru bracht bij de vorige WK-kwalificatie de latere wereldkampioen Argentinië op de rand van de afgrond, maar haalde nu geen enkel punt in deze kwalificatie. Bolivia presteerde opvallend goed en won de eerste drie van de vier wedstrijden. Daarbij had Bolivia het voordeel, dat alle wedstrijden op 2.500 meter boven de zeespiegel gespeeld werden, waardoor alle tegenstanders moeite hadden met de ijle lucht. Omdat Uruguay ook alle wedstrijden van Peru won, moest Bolivia gelijk spelen in Montevideo om zich te kwalificeren. Uruguay won met 2-0 en plaatste zich dankzij een beter doelsaldo dan Bolivia. Uruguay hoopte een betere indruk te maken dan op het laatste WK, waar Uruguay meer schopte dan voetbalde.
| Pos | Land    | Wed | Win | Gel | Ver | DV | DT | +/− | Pnt |
| --- | ------- | --- | --- | --- | --- | -- | -- | --- | --- |
| 1.  | Uruguay | 4   | 3   | 0   | 1   | 7  | 2  | +5  | 6   |
| 2.  | Bolivia | 4   | 3   | 0   | 1   | 6  | 5  | +1  | 6   |
| 3.  | Peru    | 4   | 0   | 0   | 4   | 2  | 8  | –6  | 0   |

|                  |                               |       |               |                                                                                               |
| 20 augustus 1989 | Bolivia                       | 2 – 1 | Peru          | Estadio Hernando Siles, La Paz Toeschouwers: 43.000 Scheidsrechter: Armando Pérez Hoyos (COL) |
| 20 augustus 1989 | Melgar 45' (pen.) Ramallo 53' |       | 43' del Solar | Estadio Hernando Siles, La Paz Toeschouwers: 43.000 Scheidsrechter: Armando Pérez Hoyos (COL) |

|                  |      |                        |         |                                                                                   |
| 27 augustus 1989 | Peru | 0 – 2                  | Uruguay | Estadio Nacional, Lima Toeschouwers: 45.000 Scheidsrechter: Carlos Esposito (ARG) |
| 27 augustus 1989 |      | 46' Sosa 69' Alzamendi |         | Estadio Nacional, Lima Toeschouwers: 45.000 Scheidsrechter: Carlos Esposito (ARG) |

|                  |                               |       |          |                                                                                                 |
| 3 september 1989 | Bolivia                       | 2 – 1 | Uruguay  | Estadio Hernando Siles, La Paz Toeschouwers: 52.000 Scheidsrechter: José Vergara Guerrero (VEN) |
| 3 september 1989 | Domínguez 38' (e.d.) Peña 47' |       | 49' Sosa | Estadio Hernando Siles, La Paz Toeschouwers: 52.000 Scheidsrechter: José Vergara Guerrero (VEN) |

|                   |              |       |                         |                                                                                |
| 10 september 1989 | Peru         | 1 – 2 | Bolivia                 | Estadio Nacional, Lima Toeschouwers: 9.500 Scheidsrechter: Carlos Maciel (PAR) |
| 10 september 1989 | González 53' |       | 45' Montaño 77' Sánchez | Estadio Nacional, Lima Toeschouwers: 9.500 Scheidsrechter: Carlos Maciel (PAR) |

|                   |                          |       |         |                                                                                         |
| 17 september 1989 | Uruguay                  | 2 – 0 | Bolivia | Estadio Centenario, Montevideo Toeschouwers: 70.000 Scheidsrechter: Gastón Castro (CHI) |
| 17 september 1989 | Sosa 31' Francescoli 39' |       |         | Estadio Centenario, Montevideo Toeschouwers: 70.000 Scheidsrechter: Gastón Castro (CHI) |

|                   |               |       |      |                                                                                               |
| 24 september 1989 | Uruguay       | 2 – 0 | Peru | Estadio Centenario, Montevideo Toeschouwers: 57.000 Scheidsrechter: José Roberto Wright (BRA) |
| 24 september 1989 | 45', 58' Sosa |       |      | Estadio Centenario, Montevideo Toeschouwers: 57.000 Scheidsrechter: José Roberto Wright (BRA) |

### Groep 2
Groep 2 was een spannende groep tussen twee subtoplanden: de verrassing van het WK 1986 Paraguay en het opkomende Colombia. Dat land had een veelbelovende selectie met de charismatische spelbepaler Carlos Valderrama, bijgenaamd "de witte Gullit" vanwege zijn weelderige witte haardos en de extravagante doelman René Higuita, die vooral befaamd om zijn uitverdedigen tot over de middenlijn aan toe. Paraguay speelde zijn eerste wedstrijden thuis en won van Colombia pas in blessuretijd vanwege een omstreden strafschop. De spelers van Colombia moest in bedwang worden gehouden door een cordon van politieagenten om de scheidsrechter niet aan te vallen. Al met al duurde het meer dan vijf minuten voor de ook al excentrieke doelman José Luis Chilavert de strafschop kon benutten.
Omdat Colombia met 0-0 gelijk speelde tegen Ecuador had Paraguay in de return genoeg aan een gelijkspel om zich te plaatsen. In de eerste helft maakte Colombia alleen maar indruk via merkwaardige uitstapjes van Higuita ver over de middenlijn en Paraguay nam een voorsprong. In de tweede helft hervond Colombia zichzelf en won met 2-1. Paraguay moest nu winnen in Ecuador en het nam opnieuw een voorsprong, na de voorsprong stortte Paraguay volledig in elkaar en won Ecuador met 3-1. Omdat Colombia de minste punten had van alle Zuid-Amerikaanse groepshoofden, moest het een beslissingswedstrijd tegen Israël spelen.
| Pos | Land     | Wed | Win | Gel | Ver | DV | DT | +/− | Pnt |
| --- | -------- | --- | --- | --- | --- | -- | -- | --- | --- |
| 1.  | Colombia | 4   | 2   | 1   | 1   | 5  | 3  | +2  | 5   |
| 2.  | Paraguay | 4   | 2   | 0   | 2   | 6  | 7  | –1  | 4   |
| 3.  | Ecuador  | 4   | 1   | 1   | 2   | 4  | 5  | –1  | 3   |

|                  |                  |       |         |                                                                                                 |
| 20 augustus 1989 | Colombia         | 2 – 0 | Ecuador | Estadio Metropolitano Roberto Meléndez, Barranquilla Scheidsrechter: Romualdo Arppi Filho (BRA) |
| 20 augustus 1989 | Iguarán 32', 72' |       |         | Estadio Metropolitano Roberto Meléndez, Barranquilla Scheidsrechter: Romualdo Arppi Filho (BRA) |

|                  |                                   |       |             |                                                                           |
| 27 augustus 1989 | Paraguay                          | 2 – 1 | Colombia    | Estadio Defensores del Chaco, Asunción Scheidsrechter: Hernán Silva (CHI) |
| 27 augustus 1989 | Ferreira 48' Chilavert 90' (pen.) |       | Iguarán 87' | Estadio Defensores del Chaco, Asunción Scheidsrechter: Hernán Silva (CHI) |

|                  |         |       |          | |
| 3 september 1989 | Ecuador | 0 – 0 | Colombia | Estadio Monumental Isidro Romero Carbo, Guayaquil Toeschouwers: 55,000 Scheidsrechter: Ricardo Calabria (ARG) |
| 3 september 1989 |         |       |          | Estadio Monumental Isidro Romero Carbo, Guayaquil Toeschouwers: 55,000 Scheidsrechter: Ricardo Calabria (ARG) |

|                   |                          |       |            | |
| 10 september 1989 | Paraguay                 | 2 – 1 | Ecuador    | Estadio Defensores del Chaco, Asunción Toeschouwers: 60,000 Scheidsrechter: José Ramírez Calle (PER) |
| 10 september 1989 | Cabañas 36' Ferreira 67' |       | Avilés 84' | Estadio Defensores del Chaco, Asunción Toeschouwers: 60,000 Scheidsrechter: José Ramírez Calle (PER) |

|                   |                           |       |             |                                                                                                   |
| 17 september 1989 | Colombia                  | 2 – 1 | Paraguay    | Estadio Metropolitano Roberto Meléndez, Barranquilla Scheidsrechter: Juan Daniel Cardellino (URU) |
| 17 september 1989 | Iguarán 56' Hernández 67' |       | Mendoza 45' | Estadio Metropolitano Roberto Meléndez, Barranquilla Scheidsrechter: Juan Daniel Cardellino (URU) |

|                   |                                      |       |           | |
| 24 september 1989 | Ecuador                              | 3 – 1 | Paraguay  | Estadio Monumental Isidro Romero Carbo, Guayaquil Toeschouwers: 18,000 Scheidsrechter: Arnaldo Cézar Coelho (BRA) |
| 24 september 1989 | Aguinaga 26' Marsetti 72' Avilés 82' |       | Neffa 18' | Estadio Monumental Isidro Romero Carbo, Guayaquil Toeschouwers: 18,000 Scheidsrechter: Arnaldo Cézar Coelho (BRA) |

### Groep 3
Brazilië had inmiddels afscheid genomen van de generatie Sócrates, een generatie dat prachtig voetbal speelde, maar nooit prijzen won. Belangrijkste verandering was de bondscoach: de aanvallend ingestelde Telê Santana werd vervangen door Sebastião Lazaroni, die Brazilië verdedigender liet spelen. Verpersoonlijking van die generatie was Dunga, een speler die geen Braziliaanse stijl van spelen had maar meer een Europese, hij speelde zakelijk en werkte hard. Inmiddels waren een aantal nieuwe aanvallers doorgebroken: Bebeto en vooral Romário, topscorer van de Olympische Spelen in Seoul en inmiddels spelend voor PSV Eindhoven. Zij moesten samen met Müller strijden om de tweede spitspositie naast de onomstreden Careca.
Brazilië trof Chili, een team dat bekendstond om zijn vaak gemene spel en in 1987 met 4-0 won van Brazilië op de Copa America. De eerste onderlinge wedstrijd in Santiago was een verhit duel, waarbij Chili vooral uitblonk in vlijmscherpe tackels. Romário werd uit het veld gestuurd, hij liet zich provoceren nadat hij werd gebeten. Brazilië kwam op voorsprong door een eigen doelpunt van Gonzales na collectief geschutter van de Chileense verdediging. Het doelpunt van Chili was zeer merkwaardig: getreuzel van de Braziliaanse doelman Taffarel werd bestraft met een wel heel erg snel genomen vrije trap. De dug-out van Brazilië ontplofte en werd in bedwang gehouden door een cordon van politiemensen.
Chili moest in Brazilië winnen om de eindronde te bereiken, voor 141.000 toeschouwers in het Maracanã stadion nam Brazilië de leiding door een treffer van Careca vlak na rust. In de 67e minuut ontplofte vuurwerk op het veld en lag de Chileense doelman Rojas op het veld met een bebloed hoofd. De doelman werd per brancard afgevoerd en de Chileense ploeg stapte uit het veld. Terug in Chili werden ze ontvangen als helden en iedereen verwachtte, dat Brazilië gediskwalificeerd werd. Bij bestudering van de beelden bleek echter, dat Rojas helemaal niet geraakt was door de vuurpijl, hij had een scheermesje in zijn keepershandschoen verstopt en verwondde zichzelf, via een walkietalkie kreeg hij zijn instructies. Rojas, de bondscoach en de teamarts werden voor het leven geschorst en Chili werd geschorst voor dit WK en het WK in 1994, de wedstrijd werd omgezet in een 2-0-overwinning voor Brazilië. De gooister van de vuurpijl Rosenery Mello werd een beroemde tv-persoonlijkheid in Brazilië, was een fotomodel en poseerde enkele maanden na het incident in de Playboy. Ze overleed in 2011 op 45-jarige leeftijd.
| Pos | Land      | Wed | Win | Gel | Ver | DV | DT | +/− | Pnt |
| --- | --------- | --- | --- | --- | --- | -- | -- | --- | --- |
| 1.  | Brazilië  | 4   | 3   | 1   | 0   | 13 | 1  | +12 | 7   |
| 2.  | Chili     | 4   | 2   | 1   | 1   | 9  | 4  | +5  | 5   |
| 3.  | Venezuela | 4   | 0   | 0   | 4   | 1  | 18 | –17 | 0   |

|              |           |                                       |          |                                                                    |
| 30 juli 1989 | Venezuela | 0 – 4                                 | Brazilië | Estadio Brígido Iriarte, Caracas Scheidsrechter: René Ortubé (BOL) |
| 30 juli 1989 |           | Branco 5' Romário 65' Bebeto 79', 81' |          | Estadio Brígido Iriarte, Caracas Scheidsrechter: René Ortubé (BOL) |

|                 |               |       |                              | |
| 6 augustus 1989 | Venezuela     | 1 – 3 | Chili                        | Estadio Brígido Iriarte, Caracas Toeschouwers: 13.000 Scheidsrechter: Antenor Montalván Miranda (PER) |
| 6 augustus 1989 | Fernández 65' |       | Aravena 5', 33' Zamorano 71' | Estadio Brígido Iriarte, Caracas Toeschouwers: 13.000 Scheidsrechter: Antenor Montalván Miranda (PER) |

|                  |           |       |                     |                                                                                           |
| 13 augustus 1989 | Chili     | 1 – 1 | Brazilië            | Estadio Nacional, Santiago Toeschouwers: 60.697 Scheidsrechter: Jesús Díaz Palacios (COL) |
| 13 augustus 1989 | Basay 81' |       | González 56' (e.d.) | Estadio Nacional, Santiago Toeschouwers: 60.697 Scheidsrechter: Jesús Díaz Palacios (COL) |

|                  |                                                       |       |           |                                                                                           |
| 20 augustus 1989 | Brazilië                                              | 6 – 0 | Venezuela | Estádio do Morumbi, São Paulo Toeschouwers: 106.462 Scheidsrechter: Ernesto Filippi (URU) |
| 20 augustus 1989 | Careca 10', 17', 80', 86' Silas 37' Acosta 39' (e.d.) |       |           | Estádio do Morumbi, São Paulo Toeschouwers: 106.462 Scheidsrechter: Ernesto Filippi (URU) |

|                  |                                            |       |           | |
| 27 augustus 1989 | Chili                                      | 5 – 0 | Venezuela | Estadio Malvinas Argentinas, Mendoza (Argentinië) Toeschouwers: 19.000 Scheidsrechter: Elías Jácome Guerrero (ECU) |
| 27 augustus 1989 | Letellier 14', 34', 69' Yáñez 44' Vera 84' |       |           | Estadio Malvinas Argentinas, Mendoza (Argentinië) Toeschouwers: 19.000 Scheidsrechter: Elías Jácome Guerrero (ECU) |

|                  |            |       |       | |
| 3 september 1989 | Brazilië   | 2 – 0 | Chili | Estádio do Maracanã, Rio de Janeiro Toeschouwers: 141.072 Scheidsrechter: Juan Carlos Loustau (ARG) |
| 3 september 1989 | Careca 49' |       |       | Estádio do Maracanã, Rio de Janeiro Toeschouwers: 141.072 Scheidsrechter: Juan Carlos Loustau (ARG) |

### Intercontinentale play-off
|                               |              |       |        | |
| 15 oktober 1989 15:30 (UTC−5) | Colombia     | 1 – 0 | Israël | Estadio Metropolitano Roberto Meléndez, Barranquilla Toeschouwers: 65.000 Scheidsrechter: Michel Vautrot (FRA) |
| 15 oktober 1989 15:30 (UTC−5) | Usuriaga 73' |       |        | Estadio Metropolitano Roberto Meléndez, Barranquilla Toeschouwers: 65.000 Scheidsrechter: Michel Vautrot (FRA) |

|                               |        |                    |          |                                                                                        |
| 30 oktober 1989 19:00 (UTC+2) | Israël | 0 – 0 (0 – 1 agg.) | Colombia | Ramat Ganstadion, Ramat Gan Toeschouwers: 50.000 Scheidsrechter: Edgardo Codesal (MEX) |
| 30 oktober 1989 19:00 (UTC+2) |        |                    |          | Ramat Ganstadion, Ramat Gan Toeschouwers: 50.000 Scheidsrechter: Edgardo Codesal (MEX) |

Colombia wint over twee wedstrijden met 1–0 en plaatst zich voor het hoofdtoernooi.